# ホーカー・シドレー トライデント
HS121 トライデント
HS121 Trident
英国欧州航空のトライデント 1C, 1962年
- 用途：旅客機
- 製造者：ホーカー・シドレー (BAe) 社
- 運用者：英国欧州航空
ブリティッシュ・エアウェイズ
中国民航
セイロン航空
パキスタン国際航空
クウェート航空
イラク航空など
- 初飛行：1962年1月9日
- 生産数：117機
- 運用開始：1964年4月1日
- 退役：1990年代後半
- 運用状況：退役済み

ホーカー・シドレー トライデント (英語: Hawker Siddeley Trident) はイギリスの航空機メーカーであったホーカー・シドレーが開発した3発ジェット旅客機である。 またの名をDH121もしくはHS121といい、現在ではホーカー・シドレー社の後継であるブリティッシュ・エアロスペース社の名をとってBAe 121ともいうが、本項ではトライデント（海神ネプチューンが持つ三叉矛の意）に統一する。

## 概要
トライデントは、イギリスの航空機メーカーであったデ・ハビランド・エアクラフトが1950年代にBEA（英国欧州航空、現・ブリティッシュ・エアウェイズ）の要望する欧州域内用の中距離旅客機として開発を開始したことに始まる。デ・ハビランド・エアクラフトがホーカー・シドレーに経営統合された1962年に初飛行し、路線就航したのは1964年であった。
機体レイアウトはボーイング727やツポレフTu-154と同様に尾翼付近にエンジンを3発設置するリアエンジン方式を採用しており、こちらの方がコンセプトとしては早かった。また世界で初めて自動操縦による着陸が認可された機体であった。

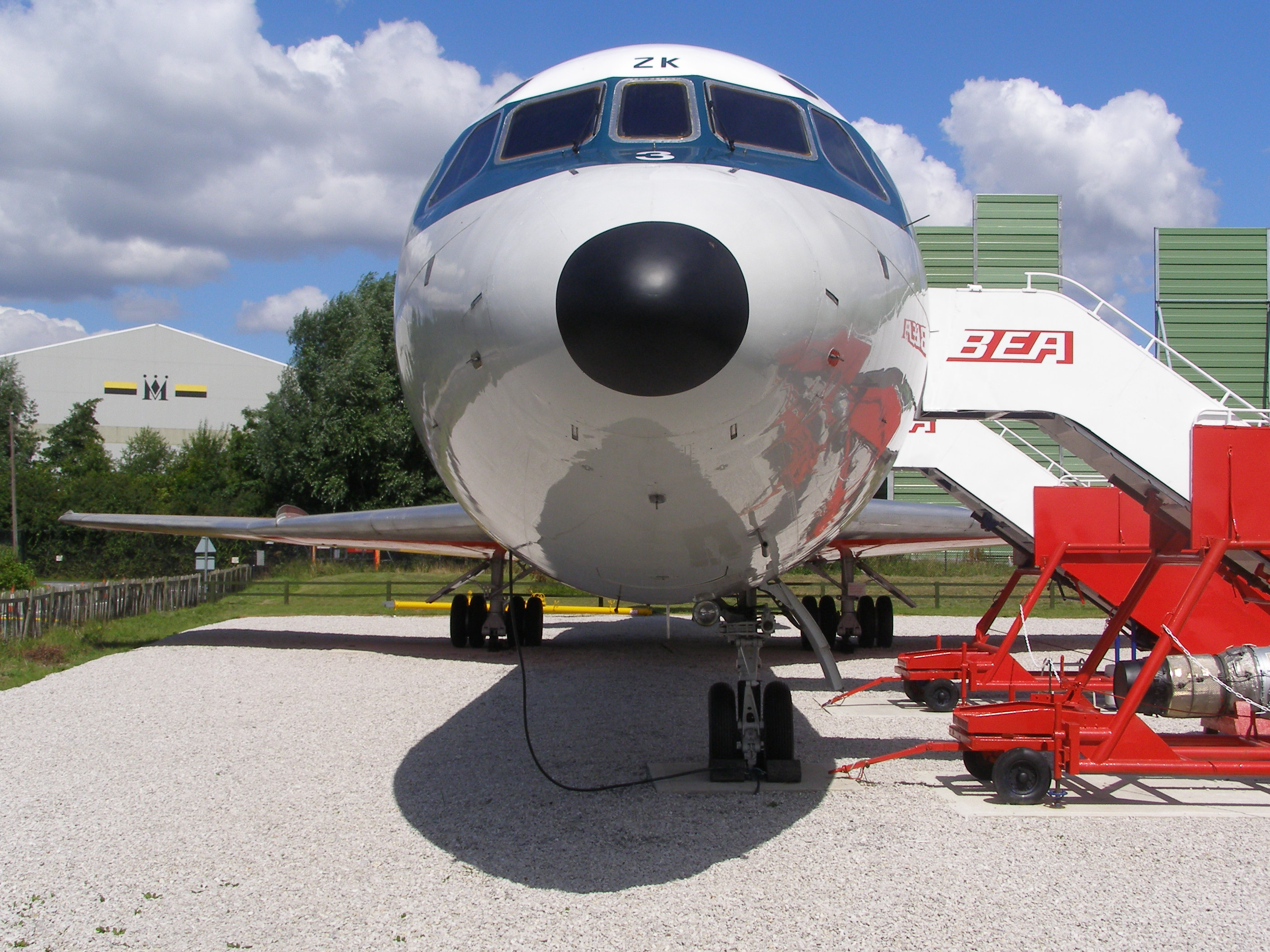
特徴的な前脚のレイアウト

これらの先進装備は機首の操縦席近くに収められたが、装置が大型で設置に大きなスペースを要するため、前輪は一般的な前後引き込み式でなく横方向の引き込み式、かつ機体中心より左に約60cmずれて展開されるという、特異な構造となっている。
高度の先進性を備えていたにもかかわらず、エンジンパワー不足や座席数の少なさ、営業力不足などにより、イギリスやパキスタン、セイロンなどのイギリス連邦諸国と中華人民共和国以外から受注を取ることはできず（また、イギリス連邦諸国内でも、比較的市場規模の大きいカナダやオーストラリア、インドやニュージーランドからの受注はなかった）、総生産数は117機とあまり多くはない。
採用された機体も1980年代後半以降には、ボーイング737やボーイング757といった新世代の旅客機に代替される形で退役していったが、1990年代にも中華人民共和国のVIP輸送機として中国人民解放軍空軍（傘下の中国聯合航空所属）で運用されていた機体もあった。

## 開発の経緯

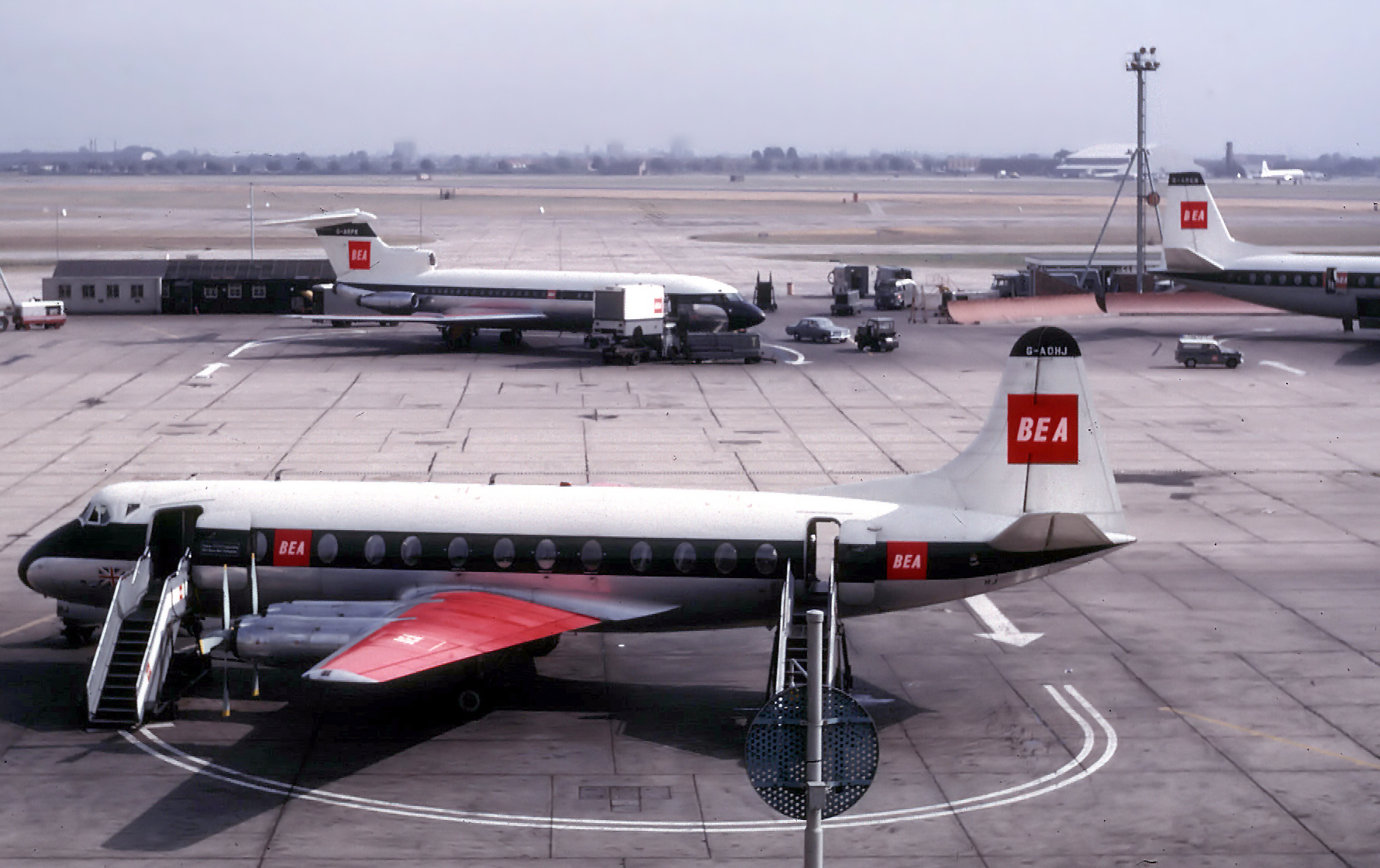
BEAのビッカーズ バイカウント（後列にトライデント）

BEAは1956年7月に欧州域内の路線にビッカーズ バイカウントを就航させたが、次世代の旅客機のためのコンセプトをイギリス国内の航空機メーカーに出した。
短距離用に採用されたのはBAC 1-11であったが、中距離用にはブリストル 200、アブロ 740、ビッカース VC11といった機体案を抑えデ・ハビランドのDH.121が1958年に選ばれ、これがトライデントの原型となった。DH.121は、最初の「三発ジェット機」であり、エンジンが1基故障した場合であっても離陸安全性を確保していると考えられ、またエンジンの装着方法とT字型の垂直尾翼が特徴的であった。
当初案ではロールス・ロイス製メッドウェイ エンジンを装着し航続距離3,330kmと2クラスで111席としていた。しかし、BEAはそれでは大きすぎると難色を示したため、妥協して小さなサイズの機体を製作することとして1959年8月12日に正式契約したが、結果的にはこれが商業的失敗の原因になってしまう。

## 就航

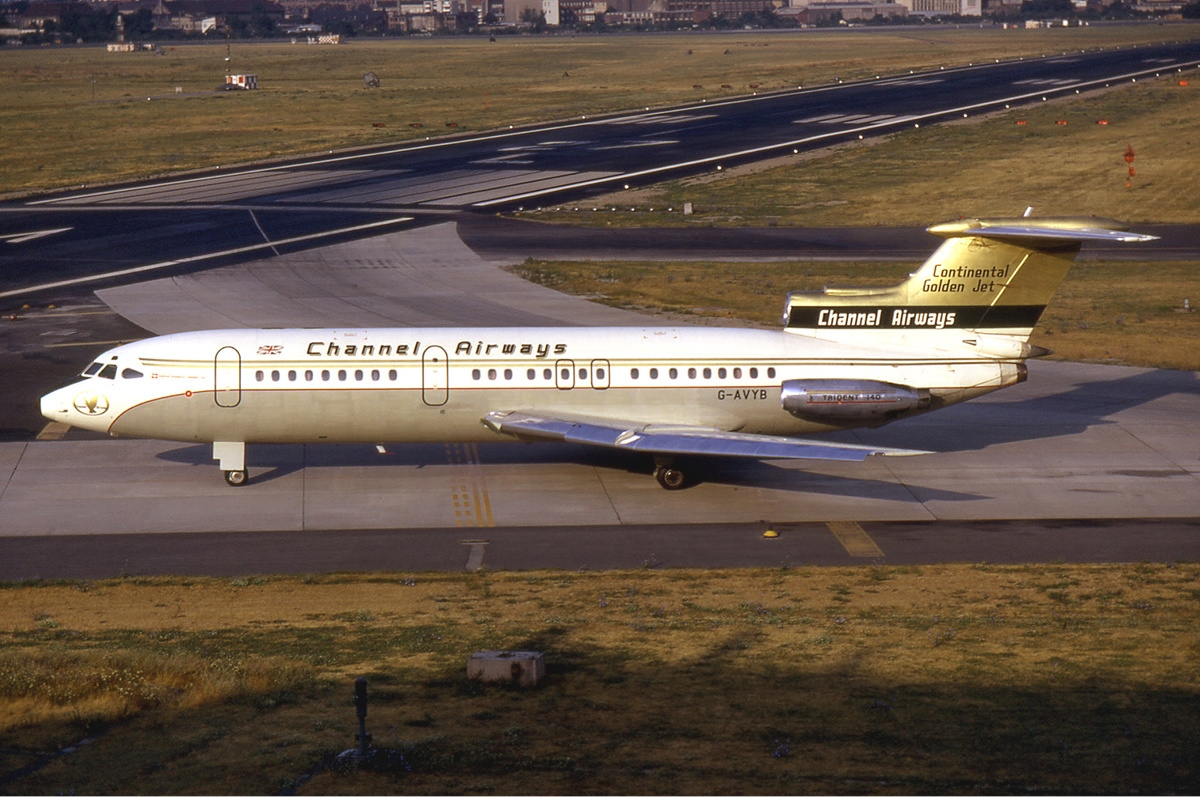
チャネル・エアウェイズのトライデント1E

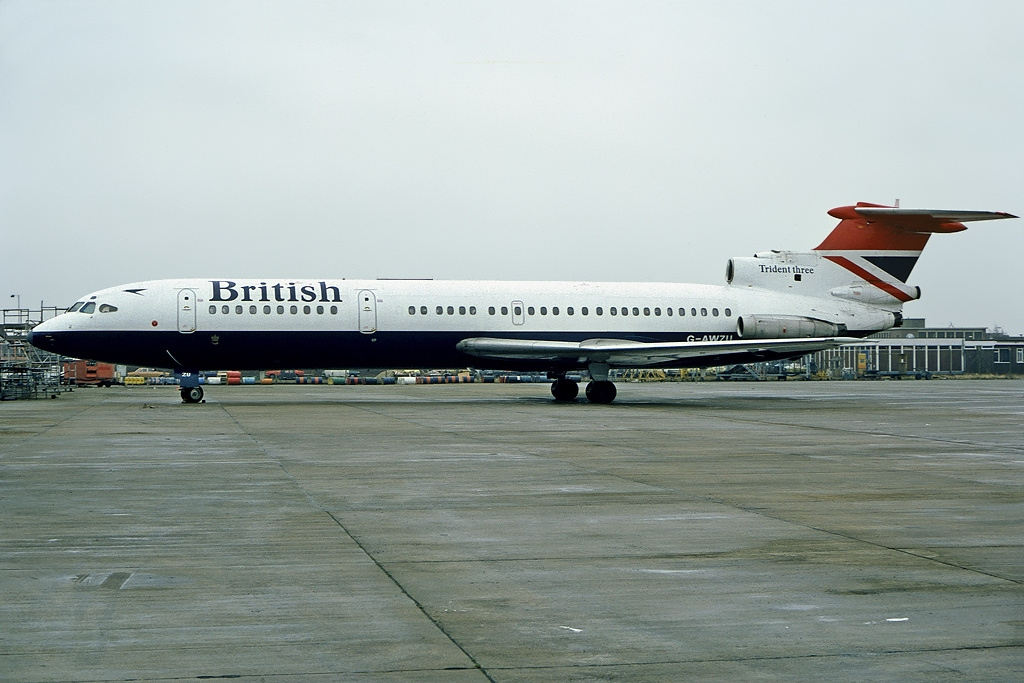
ブリティッシュ・エアウェイズのトライデント3B。機尾のスぺイ512の上部に突き出ているのがRB162のノズル。

1960年に合併により発足したホーカー・シドレー・アビエーションは、同年に新規市場開拓のためアメリカン航空との商談に入った。そこで同航空はより長い航続距離を要求した。しかし皮肉なことにアメリカン航空が要求したスペックは最初のDH.121案に適合していた。そのためいくぶん航続距離を大きくしたトライデント1Aを開発することになったが、結局アメリカン航空はボーイング727を発注した。
その後原型機は改良が加えられ、中央燃料タンクを増設したトライデント1C（登録記号G-ARPA）として1962年1月9日に初飛行し、1964年4月1日に路線に就航した。1965年までに15機が就航し、1966年3月までに21機に増加し、イギリス連邦のキプロスやクウェート、パキスタンなどの航空会社にも販売された。しかしながら大口の受注が見込めるはずのアメリカ合衆国の航空会社からは導入されなかった。1967年7月27日には搭載エンジンを推力増強型であるスぺイ512に換装してペイロードと航続距離を延長したトライデント2Eが初飛行し、1968年4月に路線に就航した。
そうした中、BEAはトライデントよりも更により大きな旅客機を求めて1965年にHS.132として知られているトライデントに類似した双発機、主翼にエンジンを設置する185席のHS.134、そして現在とは異なるコンセプトのボーイング757などが候補にあったが、結局BEAはボーイング727とボーイング737を購入することに決定した。しかし、この計画はBEAの所有者であるイギリス政府によって撤回された。
そのため、BEAはトライデント2Eの胴体延長型であるトライデント3Bを購入することになった。このタイプは最高180席を確保するために5mの胴体を延長し主翼を改良したが、搭載エンジンであるスペイ512をパワーアップするのが限界に達していたため、離陸時にだけ使用する4つ目のエンジン（ロールス・ロイス RB162 ターボジェットエンジン）を尾翼に取り付ける奇妙な改良をしていた。これにより機体重量自体は従来と比べて5%増加したものの、全体での離陸時推力は15％増加させている。この変則4発エンジンをもつ機体は1971年4月1日に就航した。
トライデントは1975年に中国民航に引き渡された機体で生産が終了した。最終的に117機が生産されたが、トライデントの最初の設計案に近いスペックの機体を実用化したボーイング727が全世界で1,700機以上も販売され、当時のベストセラーとなったというのは大きな皮肉であった。

## 保存機体

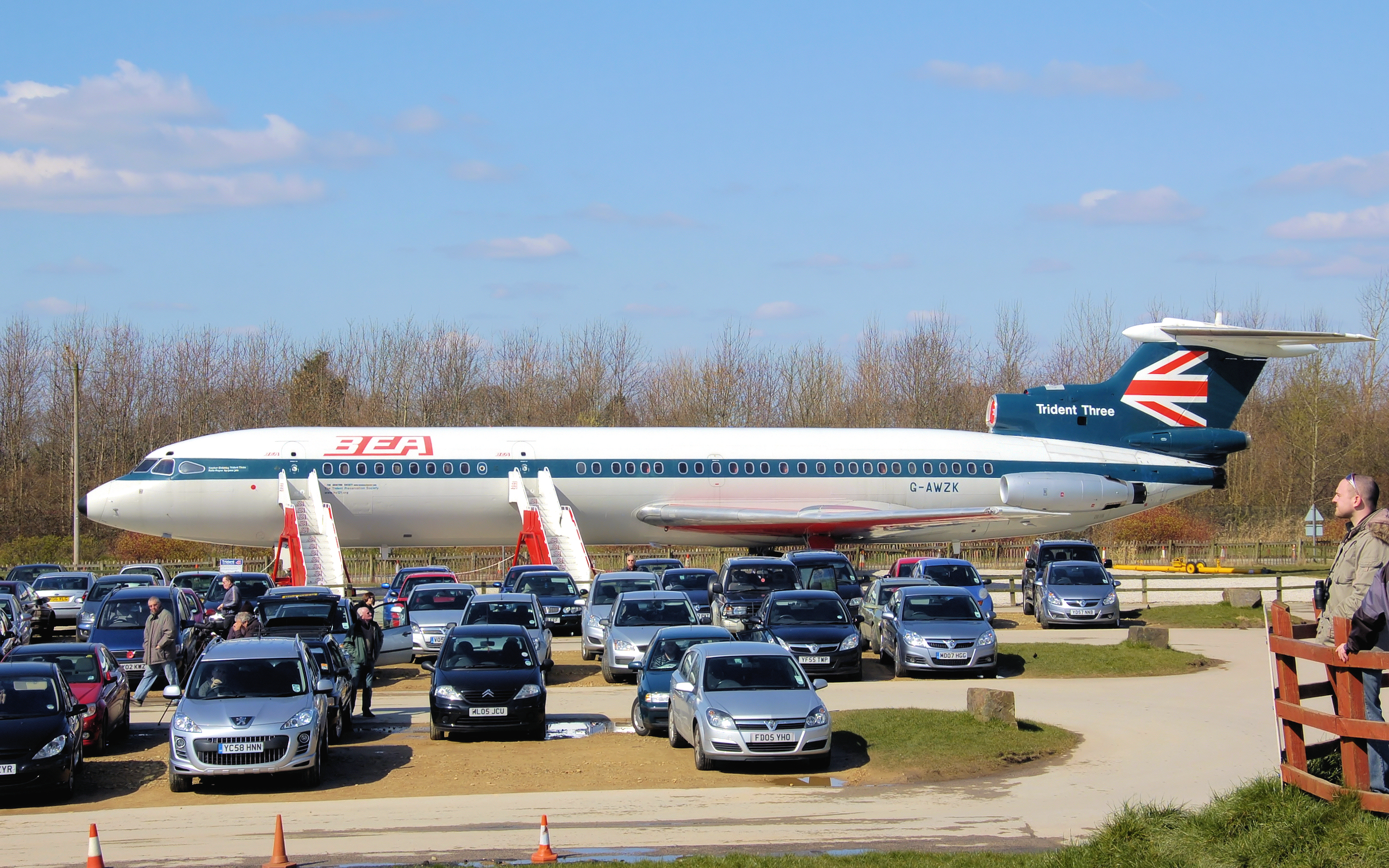
マンチェスター空港のトライデント3B

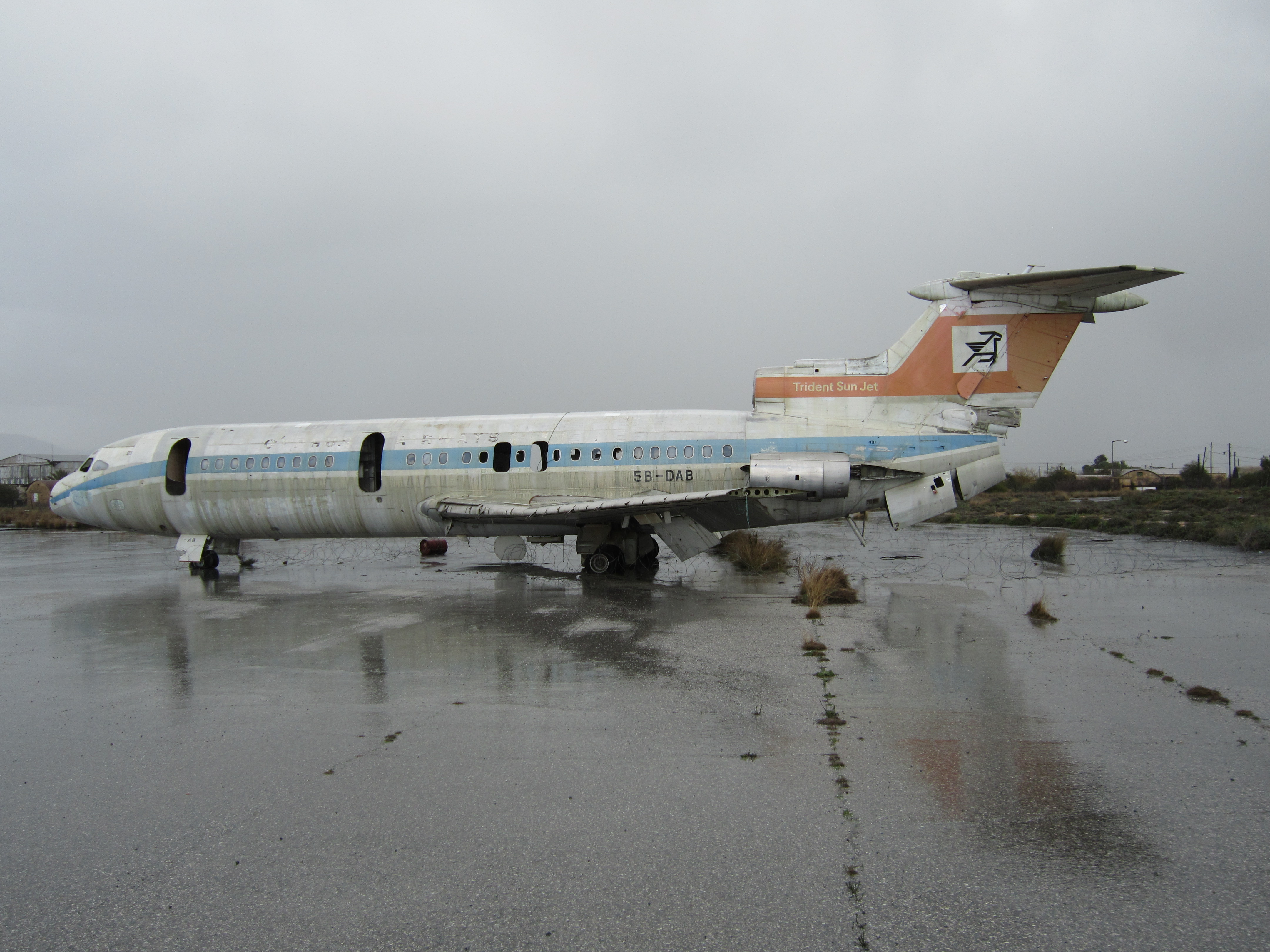
ニコシア国際空港に放置されたトライデント

すでに全機が退役しているものの、2015年現在、4機のトライデントがイギリス国内で静態保存されていて、トライデント2Eとトライデント1Cはシュロップシャーで保存されている。ケンブリッジ近郊のダックスフォードとロンドンにはトライデント3Bが保存されており、マンチェスター空港の「アビエーション・ビューイング・パーク（Aviation Viewing Park）」にも展示されている。
また、中華人民共和国の広東省珠海にある海水浴場向かい側の「日東広場」駐車場に、毛沢東の専用機だった元人民解放軍所属のトライデント2Eが展示されているが、保存のための予算不足により、2014年5月までに、売却先が決まらない場合は解体されることになっている。
キプロスのニコシア国際空港には、トルコ軍のキプロス侵攻の際に同空港に所在して戦闘に巻き込まれたキプロス航空のトライデントが、空港そのものと同様に放置されたままになっている。

## 派生型

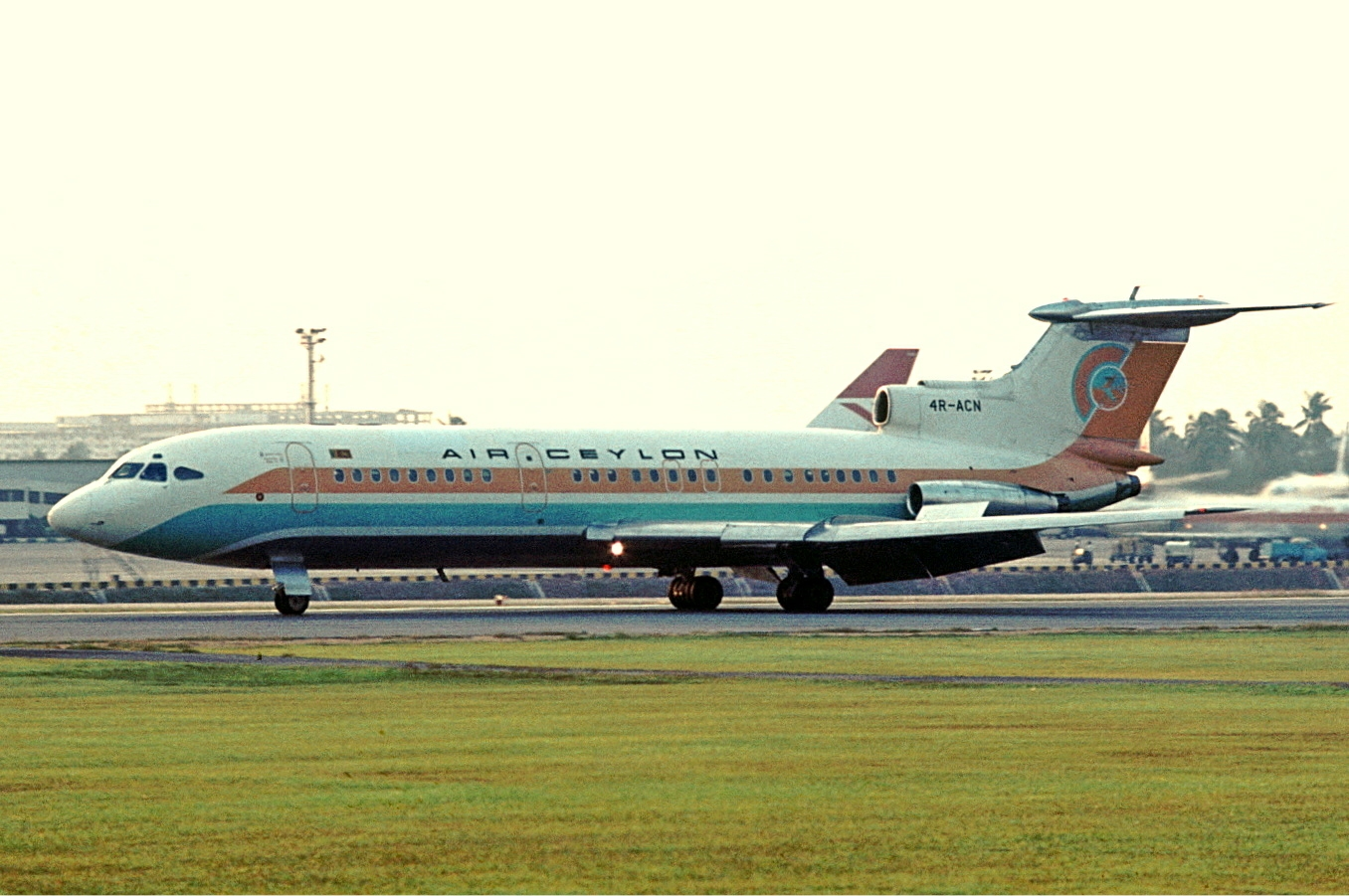
セイロン航空のトライデント1E

- トライデント 1C : 24機製造
- トライデント 1E : 15機製造
- トライデント 2E : 50機製造
- トライデント 3B : 28機製造

## 要目
トライデント 2E
- 全長: 35 m
- 全幅: 28.9 m
- 高さ: 8.3 m
- 巡航速度: 972 km/h
- 航続距離: 3,860 km
- 実用上昇高度: 27,000 - 36,000フィート(8,000 - 11,000 m)
- 最大離陸重量: 65,000 kg
- エンジン：ロールス・ロイス RB.163-25 スペイ 512
- 乗員3 + 乗客149

トライデント 3B
- 全長: 40 m
- 全幅: 28.9 m
- 高さ: 8.6 m
- 巡航速度: 936 km/h
- 航続距離: 3060 km
- 実用上昇高度: 27,000 - 36,000フィート(8,000 - 11,000 m)
- 最大離陸重量: 70,300 kg
- エンジン：ロールス・ロイス RB.163-25 スペイ 512を3発とRB.162を1発
- 乗員3 + 乗客180

## そのほか

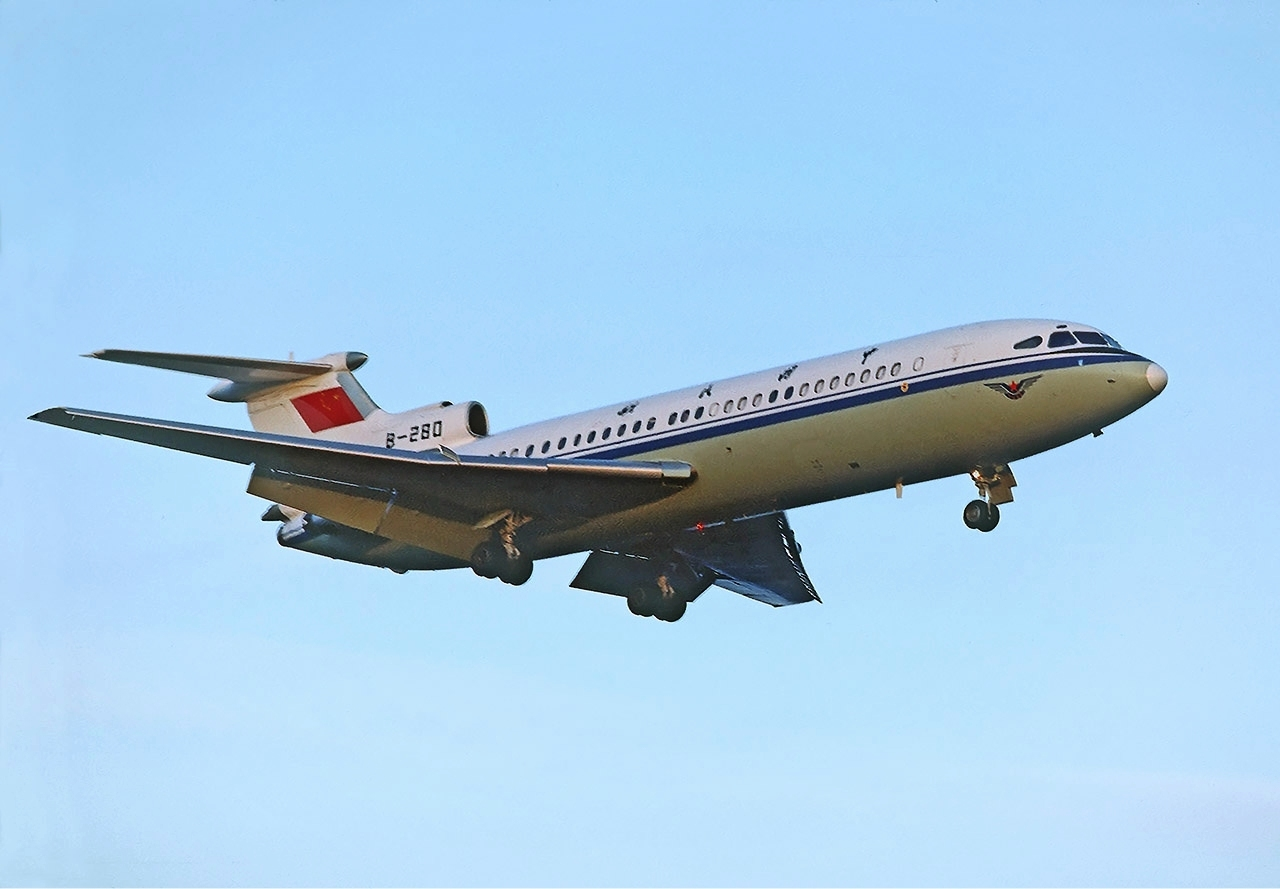
トライデント1E型機（中国民航）

- トライデントには事故調査のためにフライトレコーダーが初めて搭載され、また霧の発生が多いヒースロー空港のために自動操縦による着陸が1966年に初めて行われるなど先進的な技術を導入していた[1]。

- 日本の全日本空輸も自社初のジェット旅客機としてトライデントの導入を検討していた。同社の整備や運航体制が脆弱であったため、最終的には運輸省の行政指導によって日本航空と同じボーイング727が導入されたが、全日空はボーイング727よりもトライデントのほうが先進的であること、そしてボーイング社は第二次世界大戦中に日本の都市を焦土にした爆撃機B-29を開発・製造したメーカーであり、反米的雰囲気が色濃く残る当時の世情からすれば営業上好ましくないとする判断があったという。そのため「もしアメリカ製だったら、絶対にトライデントを購入していた」との声があったという[2]。

- 中国人民解放空軍の機体のうち1機（シリアルナンバー256、パキスタン国際航空が1965年に導入して運用後に中華人民共和国に譲渡。塗装は中国民航であった）は、反毛沢東クーデターに失敗した林彪がソビエト連邦へ逃亡するという、いわゆる「林彪事件」の際に使用されたが、燃料不足でモンゴル領ヘンティー県イデルメグ村で墜落している。現場は中蒙両国政府によって封鎖されたが、その後も残骸が転がっていた。一部が文革を物語る物証として中華人民共和国に持ち出されている[3]。

- 前述のように、中国民航が多くのトライデントを保有・運航していたが、これは中ソ論争によるソ連との関係悪化のためソ連製ジェット旅客機を購入できない反面、イギリスは西側諸国のうち、唯一中華民国ではなく中華人民共和国政府を承認（国連の代表権までは認めなかったが）しており、唯一のジェット旅客機購入先となっていたからである。そのため、中国民航では1980年代まで主力機種であり続け、日中間の航空路線にもトライデントで就航していた。しかし1980年代後半より、イギリス製のBAe 146やヨーロッパ製のエアバスA320、マクドネル・ダグラス MD-80シリーズやボーイング737などのアメリカ製旅客機が導入されたために退役した。